# Kartaly
Kartaly (in lingua russa Карталы́) è una città di circa 26 700 abitanti situata nell'oblast' di Čeljabinsk, in Russia. Fondata nel 1810, Kartaly ricevette lo status di città il 17 aprile 1944.
Si trova 316 km a sud di Čeljabinsk e a 169 km da Magnitogorsk.